# Cynipencyrtus flavus
Cynipencyrtus flavus is een vliesvleugelig insect uit de familie Tanaostigmatidae. De wetenschappelijke naam is voor het eerst geldig gepubliceerd in 1928 door Ishii.